# Scott Peterson
Scott Lee Peterson  (nascido em 24 de outubro de 1972) é um americano condenado por assassinato e que atualmente está detido na Prisão Estadual de San Quentin. Em 2004, ele foi condenado pelo assassinato em primeiro grau da sua esposa grávida, Laci Peterson, e pelo assassinato em segundo grau, do seu filho não nascido, Conner, em Modesto, Califórnia, em 2005, ele foi condenado à morte por injeção letal. O seu caso estava em apelo automático à Suprema Corte da Califórnia. Em 24 de agosto de 2020, a sentença de morte para Peterson foi anulada, embora a sua condenação tenha sido mantida.

## Juventude e casamento
Scott Lee Peterson nasceu em 24 de outubro de 1972, no Sharp Coronado Hospital em San Diego, Califórnia, filho de Lee Arthur Peterson, um empresário que possuía uma empresa de embalagem de caixas, e Jacqueline "Jackie" Helen Latham,  que era dona de uma boutique em La Jolla chamada The Put On.  Embora Lee e Jackie tivessem seis filhos de relacionamentos anteriores, Scott era o único filho do casal. Enquanto criança, ele partilhou um quarto com seu meio-irmão John no apartamento de dois quartos da família, em La Jolla. Peterson começou a jogar golfe muito jovem, resultado do tempo que passou com o seu pai. Aos 14 anos, ele conseguia vencer o seu pai no jogo, atingindo assim um nível de habilidade superior em relação ao seu progenitor. Durante um tempo, ele sonhou em se tornar um jogador de golfe profissional como Phil Mickelson, seu companheiro de equipa, na University of San Diego High School .  No final do ensino médio, ele era um dos melhores jogadores de golfe júnior em San Diego.  Em 1990, Peterson matriculou-se na Arizona State University (onde Mickelson também havia se matriculado) com uma bolsa parcial de golfe. Mickelson viria a se tornar um jogador de golfe PGA de grande sucesso, e Lee Peterson mais tarde testemunhou que a competição considerável que Mickelson apresentou a seu filho enquanto eles estavam no estado do Arizona desencorajou Peterson. Randall Mell, do condado de Broward, Flórida, Sun-Sentinel relatou que Chip Couch, pai de outro jogador de golfe do estado do Arizona, Chris Couch, disse a Mell, que conseguiu que Peterson fosse expulso da equipa de golfe. Couch afirmou que Peterson tinha levado Chris para beber e conhecer raparigas, resultando numa ressaca para Chris. Como Chris era o júnior número 1 do país, Chip não queria que Peterson ameaçasse o futuro de seu filho e reclamou com o treinador de golfe, que expulsou Peterson da equipa. Peterson foi transferido para o Cuesta College em San Luis Obispo e, posteriormente, para a California Polytechnic State University . Inicialmente, planeou formar em negócios internacionais, mas mudou para negócios agrícolas. Os professores que ensinaram Peterson descreveram-no como um aluno modelo. O seu professor de agronegócio, Jim Ahern, comentou: "Eu não me importaria de ter uma aula cheia de Scott Petersons."
Enquanto estava na California Polytechnic, Peterson trabalhou num restaurante em Morro Bay chamado Pacific Café. Um dos seus colegas de trabalho receberia a visita de uma vizinha chamada Laci Denise Rocha, que por coincidência também estudara na Cal Poly  como formadora de horticultura ornamental.  Quando Peterson e a sua futura esposa se conheceram no restaurante em meados de 1994, Laci foi quem deu o primeiro passo, enviando-lhe seu número de telefone. Imediatamente após conhecê-lo, a garota então apaixonada disse à mãe com convicção que havia conhecido o homem com quem se casaria. Peterson mais tarde ligou para Laci e não demorou muito para que eles começassem a namorar. O primeiro encontro fora numa pescaria em alto mar em que Laci ficou enjoada pelo balanço das ondas, evento este que foi marcante no então primeiro encontro do casal de namorados. À medida que o relacionamento amoroso de Peterson e Laci se tornava mais sério, o jovem passou a deixar de lado sua aspiração para a carreira de golfe a fim de seguir uma carreira empresarial mais sustentável. O casal namorou por dois anos  e, eventualmente, foram morar juntos.  Em 1997, após a formatura de Laci e 3 anos como namorados eles se casaram no Sycamore Mineral Springs Resort, no Vale de Avila, no condado de San Luis Obispo . Enquanto Peterson terminava seu último ano de faculdade, Laci conseguiu um emprego na cidade vizinha de Prunedale . Os promotores declararam que nessa época em questão Peterson teve o primeiro de pelo menos dois casos extraconjugais, embora não tenha sido revelado o nome ou os detalhes de cada relacionamento. Peterson graduou-se como Bacharel em Ciências em negócios agrícolas em junho de 1998.  Após a formatura, os Petersons abriram um bar de esportes em San Luis Obispo chamado The Shack.    Ao contrário de uma história contada pelo Los Angeles Times que relatou que os pais de Peterson lhe emprestaram dinheiro para abrir o estabelecimento como uma forma de assistir o jovem,  seus pais disseram enfaticamente ao San Francisco Chronicle que não o fizeram, pois acreditavam que era um mau investimento. Quando o casal teve dificuldade em encontrar um técnico para instalar o respiradouro necessário no restaurante, Peterson fez o curso de certificação necessária em Los Angeles para instalá-lo ele mesmo. Os negócios foram inicialmente lentos, mas eventualmente melhoraram, com destaque aos fins de semana esses que eram característicos pelo alta movimentação de fregueses.  Os Petersons venderam The Shack em 2000, quando se mudaram para a cidade natal de Laci, Modesto, para começar uma família.   Em outubro de 2000, eles compraram um bangalô de três quartos e dois banheiros por US $ 177.000 na Covena Avenue, em um bairro nobre perto do Parque La Loma .
Laci logo conseguiu um emprego de meio período como professora substituta, e Peterson conseguiu um emprego na Tradecorp U.S.A., uma subsidiária recém-fundada de uma empresa europeia de fertilizantes. De acordo com Lee Peterson, a empresa espanhola estava tentando estabelecer uma base de clientes nos Estados Unidos e contratou Peterson como seu representante na Costa Oeste. Trabalhando com salário mais comissão, ele vendeu sistemas de irrigação, fertilizantes, nutrientes químicos e produtos relacionados para grandes fazendas e cultivadores de flores, principalmente na Califórnia, Arizona e Novo México.  Peterson estava ganhando um salário de US $ 5.000 por mês antes dos impostos.  Os entes queridos de Laci, incluindo sua mãe e irmã mais nova, relataram que ela trabalhou com entusiasmo para ser a dona de casa perfeita, que gostava de cozinhar e se divertir, e que ela e sua família receberam bem a notícia em 2002 de que ela estava grávida.  Em novembro de 2002, quando Laci estava grávida de sete meses, Peterson foi apresentado por um amigo a uma massagista de Fresno chamada Amber Frey. Em declarações públicas posteriores, Frey disse que Peterson disse a ela que era solteiro e os dois começaram um relacionamento romântico. A última vez que os pais de Peterson viram Laci foi durante um fim de semana de três dias que passaram juntos em Carmel, Califórnia, uma semana antes do Natal.

## Desaparecimento de Laci Peterson
Em 23 de dezembro de 2002, às 17:45, Peterson e Laci foram a Salon, Salon - local de trabalho da irmã de Laci, Amy Rocha - para um corte de cabelo mensal. Enquanto conversavam, Rocha disse que Peterson se ofereceu para pegar uma cesta de frutas que ela havia encomendado para seu avô como presente de Natal no dia seguinte, porque ele estaria jogando golfe em um campo próximo. Os promotores dizem que Peterson também disse a outras pessoas que jogaria golfe na véspera de Natal. Mais tarde naquela noite, Sharon Rocha, a mãe de Laci, falou com Laci ao telefone por volta das 20h30.
Peterson disse mais tarde à polícia que viu sua esposa pela última vez por volta das 9h30 manhã do dia 24 de dezembro, quando ele saiu para pescar na Marina de Berkeley. Ele disse que Laci estava assistindo a um programa de culinária na televisão, mas se preparava para limpar o chão, assar biscoitos e passear com o cachorro da família até um parque próximo.  Mais tarde naquela manhã, uma vizinha dos Petersons disse que encontrou o cachorro dos Petersons, um Golden Retriever chamado McKenzie, e o devolveu ao quintal dos Petersons entre 10:10 e 10:17. Cerca de meia hora depois, pouco depois das 10:45, outro vizinho chamado Mike Chiavetta disse que encontrou McKenzie vagando pela vizinhança com uma coleira lamacenta e também o devolveu ao quintal dos Petersons. Peterson disse que voltou para casa naquela tarde para encontrá-la vazia.  Peterson encontrou McKenzie em seu quintal, e o Land Rover Discovery SE 1996 de Laci estava na garagem. Ele tomou banho e lavou suas roupas porque se molhou durante a pesca.
De acordo com a ABC News, Peterson relatou que sua esposa Laci desapareceu de sua casa em Modesto .  No entanto, o New York Post informou que, quando Laci ainda não tinha voltado para casa às 5:15 da tarde, Peterson ligou para a sogra informando a situação e, meia hora depois, o padrasto de Laci, Ron Grantski, chamou a polícia. O Modesto Bee também atribui a primeira chamada da polícia a Grantski. Laci estava grávida de sete meses e meio com a data de nascimento do bebê planejada para 10 de fevereiro de 2003. O casal planejava chamar o bebê de Conner.  A data exata e a causa da morte de Laci nunca foram determinadas. Laci foi dada como desaparecida na véspera de Natal, e a história atraiu o interesse da mídia nacional. Depois que a polícia chegou à casa de Peterson naquela noite, as chaves, a carteira e os óculos de sol de Laci foram encontrados na sua bolsa em um armário. A mesa da sala de jantar foi meticulosamente arrumada para um jantar em família na noite seguinte. Um detetive encontrou uma lista telefônica em um balcão da cozinha, aberta em um anúncio de uma página inteira de um advogado de defesa. Peterson foi relatado como completamente calmo.  Os detetives da polícia de Modesto Jon Buehler e Allen Brocchini, os principais investigadores do caso, interrogaram Scott Peterson naquela noite.  Embora Scott inicialmente tenha dito que passou o dia jogando golfe, mais tarde ele disse à polícia que tinha ido pescar esturjão na Marina de Berkeley . Às 2:15 pm, ele deixou uma mensagem para Laci, dizendo: "Ei, linda. São 14h15. Estou saindo de Berkeley. "  Peterson afirmou que foi pescar a cerca de 90 milhas da casa do casal em Modesto. Os detetives imediatamente iniciaram uma busca, mas ficaram surpresos com o comportamento de Scott Peterson. Buehler disse à ABC News em 2017: "Suspeitei de Scott quando o conheci. Não quis dizer que ele fez isso, mas fiquei um pouco desconcertado com seu comportamento calmo e frio e sua falta de questionamento ... ele não estava, 'Você vai me ligar de volta? Posso ficar com um de seus cartões? O que vocês estão fazendo agora? '"
A polícia de Modesto não revelou imediatamente ao público que Peterson era suspeito, principalmente porque a família e os amigos de Laci mantiveram sua fé na inocência dele durante o mês seguinte ao desaparecimento dela. A polícia tratou o caso como suspeito nas primeiras horas após o registro do relatório de pessoas desaparecidas. Eventualmente, a polícia começou a suspeitar mais de Peterson devido às inconsistências em sua história. Em 17 de janeiro de 2003, soube-se que Peterson havia se envolvido em dois outros casos extraconjugais antes de Amber Frey. Frey abordou a polícia sobre Peterson, que negou às autoridades que estava tendo um caso. Ela disse aos detetives que conheceu Peterson em 20 de novembro, e que ele inicialmente disse que era solteiro. Depois que eles começaram a namorar, no entanto, ela passou a suspeitar que ele era casado e o confrontou em 9 de dezembro sobre isso. Frey relatou a Brocchini: "Ele disse que perdeu sua esposa, este seria o  primeiro feriado que ele passaria sem sua esposa." Em uma coletiva de imprensa em 24 de janeiro de 2003, a família Rocha retirou publicamente seu apoio a Peterson, explicando que fizeram isso ao saber de seu caso com Frey, em particular ao ver fotos de Peterson e Frey juntos. O irmão de Laci, Brent Rocha, afirmou que embora Peterson tivesse admitido um caso um ano antes em uma conversa por telefone em 16 de janeiro de 2003, após o desaparecimento de Laci, Peterson havia parado de se comunicar com a família Rocha a respeito do que aconteceu com ela.  Posteriormente, eles disseram que estavam irritados não com o caso, mas com o fato de Peterson ter contado a Frey que "perdera sua esposa" em 9 de dezembro de 2002 - 14 dias antes de ela desaparecer, seu primeiro Natal sem ela. Posteriormente, a polícia especulou se isso era uma indicação de que Peterson já havia decidido matar sua esposa, especulação essa que Sharon Rocha concordou ser uma possibilidade. Frey permitiu que os detetives da polícia gravassem secretamente suas conversas telefônicas subsequentes com Peterson na esperança de fazê-lo confessar . Durante o julgamento, foram reproduzidas as gravações em áudio das conversas telefônicas do casal e divulgadas as transcrições. As gravações revelaram que nos dias seguintes ao desaparecimento de Laci, Peterson disse a Frey que tinha viajado a Paris para comemorar as férias, em parte com seus novos companheiros Pasqual e François. Na verdade, ele havia dado um desses telefonemas minutos antes da vigília à luz de velas da véspera de Ano Novo para Laci em Modesto.

## Recuperação dos restos mortais de Laci e Conner
Em 13 de abril de 2003, um casal passeando com seu cachorro encontrou o corpo em decomposição, mas bem preservado, de um feto do sexo masculino em uma área pantanosa da costa da Baía de São Francisco no parque Point Isabel Regional Shoreline de Richmond, ao norte de Berkeley. Seu cordão umbilical ainda estava preso. Embora um juiz tenha selado os resultados da autópsia, uma fonte anônima da Associated Press revelou que 1,5 laços de fita de náilon foram encontrados ao redor do pescoço do feto e um corte significativo foi no corpo do feto.
Um dia depois, um transeunte encontrou o torso de uma mulher grávida recentemente, vestindo calça bege e sutiã de maternidade, na costa leste da baía, ao longo de uma costa rochosa do mesmo parque,  uma milha de onde o corpo do bebê fora encontrado.   O cadáver estava decomposto a ponto de ser quase irreconhecível como corpo humano, faltando a cabeça, os braços, a maior parte das pernas e todos os órgãos internos, exceto o útero.
Em 18 de abril de 2003, os resultados dos testes de DNA comprovaram que os corpos eram de Laci Peterson e de seu filho Conner. A autópsia em ambos os corpos foi realizada pelo patologista forense Dr. Brian Peterson (sem parentesco). De acordo com a autópsia, a pele de Conner não estava decomposta, embora o lado direito de seu corpo estivesse mutilado e a placenta e o cordão umbilical não fossem encontrados com o corpo. O colo do útero de Laci estava intacto. A data exata e a causa da morte de Laci nunca foram determinadas. Ela havia sofrido duas costelas quebradas, mas o Dr. Peterson não conseguiu determinar se isso ocorreu antes ou depois de sua morte. A parte superior do tronco de Laci havia sido esvaziada de órgãos internos, exceto o útero, que protegia o feto, explicando o nível inferior de decomposição que ele experimentou. O Dr. Peterson determinou que o feto havia sido expulso do corpo em decomposição de Laci, embora ele não pudesse determinar se ele estava vivo ou morto quando isso ocorreu.
A descoberta dos corpos criou um senso de urgência maior para Brocchini e Buehler, que colocaram um rastreador no carro de Peterson. Sabendo que ele estava em San Diego na época, eles temeram que ele escapasse pela fronteira com o México . Brocchini comentou em 2017: "Eu apenas pensei: 'Precisamos encontrar Scott agora. Ele me disse que estava lá e é aí que os corpos aparecem? Quer dizer, eu acho que foi premeditado, ele planejou. . . San Diego era bem perto da fronteira mexicana. Scott conhecia a área muito bem. É onde moravam seus pais. É onde ele morava. Portanto, não era como se ele tivesse que entrar no MapQuest para tentar descobrir uma maneira de chegar a Tijuana . "
O FBI e o Departamento de Polícia de Modesto realizaram buscas forenses na casa de Peterson. O FBI também conduziu testes de DNA mitocondrial em um fio de cabelo com um alicate encontrado no barco de pesca de Peterson, que os ligou a fios de cabelo recuperados da escova de cabelo de Laci. As autoridades também revistaram a caminhonete, a caixa de ferramentas, o depósito e o barco de Peterson. Depois que Peterson foi preso, a polícia conduziu novas buscas na baía na tentativa de localizar âncoras de concreto feitas à mão que eles acreditam ter pesado o corpo de Laci enquanto ele estava debaixo d'água; contudo nada foi encontrado.

## Prisão
Peterson foi preso em 18 de abril de 2003, perto de um campo de golfe La Jolla. Ele disse à polícia que iria encontrar seu pai e seu irmão para uma partida de golfe. Seu cabelo naturalmente castanho escuro tinha sido tingido de loiro, e seu Mercedes-Benz estava "lotado" com diversos itens, incluindo quase $ 15.000 em dinheiro, doze comprimidos de Viagra, equipamento de sobrevivência, equipamento de acampamento,   várias mudas de roupa, quatro celulares,  e a carteira de motorista do irmão, além da sua.   O pai de Peterson explicou que usou a licença de seu irmão no dia anterior para obter um desconto para residentes de San Diego no campo de golfe e que Peterson estava morando fora de seu carro por causa da atenção da mídia.  No entanto, a polícia suspeitou que esses itens eram uma indicação de que Peterson planejava fugir para o México, uma ideia com a qual os promotores mais tarde concordariam.
Em 21 de abril de 2003, Peterson foi citado perante a juíza Nancy Ashley no Tribunal Superior do Condado de Stanislaus . Ele foi acusado de duas acusações criminais de homicídio com premeditação e circunstâncias especiais: o assassinato em primeiro grau de Laci e o assassinato em segundo grau de Conner. Ele se declarou inocente. e foi detido sob fiança.

## Tentativas
Antes de sua acusação, Peterson havia sido representado por Kirk McAllister, um veterano advogado de defesa criminal de Modesto. O vice- defensor público -chefe Kent Faulkner também foi designado para o caso. Peterson indicou posteriormente que poderia pagar um advogado particular, chamado Mark Geragos, que havia feito outro trabalho de defesa criminal de alto perfil. Em 20 de janeiro de 2004, um juiz mudou o local do julgamento de Modesto para Redwood City, porque Peterson foi vítima de hostilidade crescente na área de Modesto.
O julgamento de Peterson começou em 1 ° de junho de 2004, e foi acompanhado de perto pela mídia. O promotor principal foi Rick Distaso, enquanto Geragos liderou a defesa de Peterson. Nas declarações iniciais, Geragos afirmou que Peterson era "um canalha " por trair Laci, mas não era um assassino.
A testemunha de acusação Frey contratou seu próprio advogado, Gloria Allred, para representá-la. Allred não foi obrigada a obedecer à ordem de silêncio imposta aos envolvidos no julgamento. Embora ela sustentasse que seu cliente não tinha opinião sobre se Peterson era culpado, Allred foi abertamente simpática à acusação. Ela apareceu com frequência em programas de notícias de televisão durante o julgamento.
Os promotores alegaram que Peterson fez âncoras de cimento para pesar o corpo de sua esposa na baía de São Francisco, no entanto, nenhuma foi encontrada quando a baía foi revistada, embora o sonar pudesse localizar pequenos objetos no fundo do mar. A defesa questionou se a investigação foi minuciosa, já que o detetive da polícia de Modesto Mike Hermos admitiu que não verificou o álibi de uma prostituta que foi acusada de roubar cheques da caixa de correio de Peterson, mas Hermos não indicou que a mulher já foi suspeita e o promotor Dave Harris observou que os cheques foram roubados depois que Laci desapareceu, impedindo a mulher de se envolver em seu desaparecimento. Um oficial de serviço comunitário da polícia testemunhou que uma entrevista com Peterson não teve som devido à falta de baterias colocadas em um gravador. Outros detetives foram chamados para testemunhar sobre a extensa busca por evidências.
Os advogados de defesa de Peterson basearam seu caso na falta de evidências diretas e minimizaram a importância das evidências circunstanciais . Eles sugeriram que os restos mortais do feto eram de um bebê a termo e teorizaram que alguém sequestrou Laci, segurou-a até ela dar à luz e jogou os dois corpos na baía. Os especialistas médicos da promotoria argumentaram que o bebê não estava a termo e morreu ao mesmo tempo que sua mãe.
A jurada Frances Gorman foi removida e substituída no início do julgamento devido a má conduta . O capataz do júri e advogado Gregory Jackson mais tarde solicitou sua própria remoção durante as deliberações do júri, provavelmente porque seus colegas jurados queriam substituí-lo como capataz. Geragos disse a repórteres que Jackson havia mencionado ameaças que recebeu quando pediu para ser removido do júri. Jackson foi substituído por um suplente.

### Provas
Um único fio de cabelo foi a única prova forense identificada. O cabelo então encontrado, fora combinado por meio de comparação de DNA com o cabelo da escova de cabelo de Laci, estava preso a um alicate encontrado no barco que estava a posse de Peterson.
Apresentado como prova de acusação durante o julgamento estava o fato de Peterson ter mudado sua aparência e comprado um veículo usando o nome de sua mãe para evitar o reconhecimento pela imprensa. Ele acrescentou dois canais de televisão pornográfica a seu serviço a cabo apenas alguns dias após o desaparecimento de sua esposa. A acusação afirmou que isso significava que ele sabia que ela não voltaria para casa. Peterson expressou interesse em vender a casa que dividia com Laci, e trocou seu Land Rover por uma pick-up Dodge.
Rick Cheng, um hidrólogo do Serviço Geológico dos Estados Unidos e uma testemunha especialista nas marés da Baía de São Francisco, testemunhou como testemunha de acusação. Durante o interrogatório, Cheng admitiu que suas descobertas eram "prováveis, mas imprecisas". Os sistemas de maré são suficientemente caóticos e ele não foi capaz de desenvolver um modelo exato da eliminação e da viagem dos corpos. À medida que o julgamento avançava, a promotoria abriu uma discussão sobre o caso de Peterson com Frey e o conteúdo de seus telefonemas gravados secretamente.
Charles March, um especialista em fertilidade, era esperado para ser uma testemunha crucial para a defesa, aquele que, de acordo com o San Francisco Chronicle, poderia, sozinho, exonerar Peterson, mostrando que o feto de Laci morreu uma semana depois que os promotores o reivindicaram. Sob interrogatório, March admitiu basear suas descobertas em uma anedota de uma das amigas de Laci de que ela havia feito um teste de gravidez em casa em 9 de junho de 2002. Quando os promotores apontaram que nenhum prontuário médico confiava na data de 9 de junho, March ficou agitado e confuso no depoimento e pediu ao promotor que lhe desse "alguma folga", minando sua credibilidade. Resumindo essa importante testemunha de defesa, Stan Goldman, professor de direito penal da Loyola Law School, em Los Angeles, disse: "Houve momentos hoje que me lembraram Chernobyl ". De acordo com um relato de jornal sobre o depoimento de March, "Ao final de seu depoimento na quinta-feira, analistas jurídicos e jurados fecharam seus cadernos, reviraram os olhos e riram quando achavam que ninguém estava olhando".

### Motivo
A promotoria apresentou o caso extracunjulgal de Peterson com Frey, problemas financeiros e paternidade iminente como motivos para o assassinato, presumindo que ele matou Laci devido ao aumento da dívida decorrende da gravidez e ao desejo de ficar solteiro novamente e ter novas relações com outras mulheres.

### Veredicto e sentença
Em 12 de novembro de 2004, o júri condenou Peterson por duas acusações de homicídio: homicídio de primeiro grau com circunstâncias especiais por matar Laci e homicídio de segundo grau por matar o feto que ela carregava. A fase penal do julgamento teve início em 30 de novembro e terminou em 13 de dezembro, quando o júri proferiu sentença de morte. Em 16 de março, o juiz Alfred A. Delucchi seguiu o veredicto do júri,  sentenciando Peterson à morte por injeção letal e ordenando-o a pagar $ 10.000 para as despesas do funeral de Laci, chamando o assassinato de Laci "cruel, indiferente, sem coração e insensível".
Em aparições posteriores à imprensa, os membros do júri afirmaram acreditar que o comportamento de Peterson - especificamente sua falta de emoção e os telefonemas para Frey nos dias seguintes ao desaparecimento de Laci - indicava que ele era culpado. Eles basearam seu veredicto em "centenas de pequenas 'peças de quebra-cabeça' de evidências circunstanciais que foram reveladas durante o julgamento, desde a localização do corpo de Laci até as inúmeras mentiras que seu marido contou após seu desaparecimento". O júri decidiu sobre a pena de morte porque considerou que Peterson traiu sua responsabilidade de proteger sua esposa e filho.
Em 21 de outubro de 2005, um juiz determinou que o produto de uma política de seguro de vida de $ 250.000 que Peterson havia feito com Laci iria para a mãe da falecida, o que foi reafirmado pelo Quinto Tribunal Distrital de Apelação em 21 de outubro de 2005. O recurso automático de Peterson foi apresentado na Suprema Corte da Califórnia em 5 de julho de 2012.
Peterson chegou à Prisão Estadual de San Quentin nas primeiras horas da manhã de quarta-feira, 17 de março de 2005. Ele alega não ter dormido na noite anterior, por estar muito "animado" para dormir. Ele se juntou a mais de 700 outros presos no único corredor da morte da Califórnia, enquanto seu caso está em recurso automático para a Suprema Corte da Califórnia .
Em setembro de 2006, o ex-congressista William E. Dannemeyer foi o responsável pelo envio de uma carta ao Procurador-Geral da Califórnia e outras autoridades relacionadas ao caso de Peterson argumentando que Laci Peterson havia sido morta por membros de um culto satânico, e não pelo acusado, declarando assim inocência ao então acusado, mas sem apresentar provas concisas.

## Apelo e revogação da sentença de morte
Em 6 de julho de 2012, o advogado de Peterson, Cliff Gardner, interpôs recurso de 423 páginas da sentença de Peterson, afirmando que a publicidade em torno do julgamento, decisões probatórias incorretas e outros erros privaram Peterson de um julgamento justo. A Procuradoria Geral do Estado apresentou seu escrito de resposta em 26 de janeiro de 2015. A defesa apresentou uma resposta à petição do Estado em julho de 2015, alegando que um cão certificado que detectou o cheiro de Laci na Marina de Berkeley falhou em dois terços dos testes em condições semelhantes.
Em novembro de 2015, a defesa entrou com uma petição de habeas corpus, alegando que um jurado mentiu em seu pedido do júri e que havia evidências de que os vizinhos viram Laci viva depois que Scott saiu de casa. Em 10 de agosto de 2017, o Procurador-Geral do Estado respondeu ao recurso apresentando um documento de 150 páginas contestando a noção de contestação das alegações apresentadas no recurso, afirmando que o recurso ignorava "provas contundentes" de que Peterson assassinou Laci. A procuradora-geral adjunta Donna Provenzano afirmou que o cronograma do crime foi apurado pela vizinha que encontrou o Golden Retriever dos Petersons, McKenzie, vagando pela rua com a coleira ainda presa, antes dos avistamentos de Laci e seu cachorro. Provenzano também indicou: "Supostos avistamentos de Laci foram uma legião", observando 74 relatos de avistamentos em 26 estados e no exterior, a maioria dos quais ela afirmou, não eram viáveis nem corroborados.
Em agosto de 2018, a defesa apresentou réplica, foi protocolado o sexto escrito. A petição incluiu seis alegações de "desempenho deficiente" do advogado de acusação Mark Geragos, como por exemplo, deixar de chamar especialistas em crescimento fetal, cheiro de cachorro, como os corpos se movem na água, afirmando que ele chamaria testemunhas, mas não cumpriu com isso, e não abordou adequadamente as evidências de roubo.
Em 2 de junho de 2020, a Suprema Corte da Califórnia ouviu o argumento do recurso de Scott Peterson. A defesa argumentou que os jurados em potencial foram indevidamente desculpados; que o juiz de primeira instância permitiu indevidamente dois jurados no barco de Peterson; que o juiz errou ao insistir que a promotoria estivesse presente durante o teste de defesa do barco; e que a moção para mover o julgamento para outro condado deveria ter sido concedida devido aos resultados do questionário dos jurados mostrando que quase metade dos jurados em potencial já havia concluído que Peterson era culpado antes do julgamento. A promotoria rebateu que a Suprema Corte da Califórnia só deveria anular o veredicto se descobrisse que um jurado em potencial foi indevidamente demitido e que "não houve 'nenhuma alegação credível' de que qualquer um dos 12 jurados que decidiram o destino de Peterson foi injusto ou parcial . "
Em 24 de agosto de 2020, em uma decisão de 7-0, a Suprema Corte da Califórnia manteve a condenação de Peterson, mas anulou sua sentença de morte, porque o juiz de Peterson, Albert Delucchi, falecido em 26 de fevereiro de 2008, despediu jurados que se opunham à pena de morte sem lhes perguntar se podiam colocar as suas opiniões de lado. A juíza Leondra Kruger explicou que, de acordo com as decisões da Suprema Corte desde 1968, "os jurados não podem ser desculpados meramente por se oporem à pena de morte, mas apenas por opiniões que os tornam incapazes de considerar justamente a imposição daquela pena de acordo com seu juramento. Este é o significado da garantia de um júri imparcial. ”  

## Retratos da mídia
- Em 2004, Peterson foi interpretado por Dean Cain em O Marido Perfeito: A História de Laci Peterson .
- Em 2004, E! exibiu um episódio do The E! A verdadeira história de Hollywood em Laci Peterson.
- Em 2005, Peterson foi retratado por Nathan Anderson no filme para TV Amber Frey: Witness for the Prosecution .[108]
- Em 2007, a Court TV cobriu o caso com um documentário intitulado Scott Peterson: A Deadly Game .
- Em 2015, a série Murder Made Me Famous cobriu a história em seu segundo episódio, que estreou em 22 de agosto.[109][110]
- Ele foi mencionado no episódio 71 do drama policial Cold Case, que começou com uma prótese de braço sendo encontrada em um lago.
- Ele foi mencionado no filme I Hope They Serve Beer in Hell, de Tucker Max .
- O caso de Peterson foi o tema do episódio de estreia homônimo de 2010 de Investigation Discovery 's True Crime com Aphrodite Jones .[111]
- Em 2017, o canal a cabo americano Reelz exibiu um especial de uma hora intitulado Scott Peterson: What Happened?, que na verdade foi uma retransmissão de Murder Made Me Famous .
- Em abril de 2017, o caso de Peterson foi tema de um segmento da Dateline NBC, "The Laci Peterson Story: A Dateline Investigation".[112]
- Em maio de 2017, o caso de Peterson foi o foco principal de "Notorious: Scott Peterson", a estreia da 20ª temporada da série de TV Oxygen Snapped .[113]
- Em junho de 2017, a ABC exibiu um documentário de duas horas sobre o caso intitulado Truth and Lies: The Murder of Laci Peterson .[114]
- Em julho de 2017, o HLN exibiu um programa de duas horas sobre o caso intitulado How It Really Happened .
- Em agosto de 2017, o caso foi coberto pela série de seis partes da A&E, The Murder of Laci Peterson .[115]
- Em novembro de 2017, Investigation Discovery exibiu um documentário de duas horas intitulado Scott Peterson: An American Murder Mystery .
- Em dezembro de 2018, o caso foi discutido no talk show Dr. Phil .[116]